# Козлянинов, Григорий Фёдорович
Григорий Фёдорович Козлянинов (Козляинов) (1793—1851) — русский военачальник, генерал-лейтенант.

## Биография
Григорий Козлянинов родился в 1793 году (по другим данным в 1789 году).
Дата поступления в военную службу неизвестна, воспитывался в Первом кадетском корпусе, откуда был выпущен прапорщиком в 1812 году.
Участвовал в войнах с французами 1812—1814 годов и турками 1828 года (при осаде Варны) в качестве артиллерийского офицера.
В кампании 1830 года полковник Козлянинов командовал артиллерией в отрядах генерала Бистрома и генерала Полешко, участвовал в штурме Варшавы.
Командир лейб-гвардии 1-й артиллерийской бригады с 1.11.1832 по 6.01.1834.
В 1834 году Григорий Фёдорович Козлянинов был назначен начальником артиллерии Кавказского корпуса. С 1837 по 1848 годы участвовал в ряде боевых дел на Кавказе.
Генерал-майор с 25 июня 1833 года, генерал-лейтенант с 1 октября 1842 года.
Григорий Фёдорович Козлянинов умер 15 февраля 1851 года.
Похоронен на территории Рождество-Богородичной церкви слободы Волоховки Волчанского уезда, которую он построил.

## Награды
- Награждён орденом Св. Георгия 4-й степени (№ 5677; 1 декабря 1838).
- Также награждён другими орденами Российской империи.